# Charles H. Corlett
 Der er for få eller ingen kildehenvisninger i denne artikel, hvilket er et problem. Du kan hjælpe ved at angive troværdige kilder til de påstande, som fremføres i artiklen.

Charles H. Corlett (31. juli 1889 – 13. oktober 1971), med tilnavnet "Cowboy Pete", var en amerikansk generalmajor, som ledede tropper i både Stillehavet og Europa under 2. Verdenskrig. Han ledede angrebet på Kiska i 1943 og havde kommandoen over 7. infanteridivision ved erobringen af Kwajalein i 1944. Efter D-dag førte han 19. korps i 1. armé under forfølgelsen af den tyske hær gennem Frankrig, Belgien, Holland og Tyskland.

## Tidlige år og karriere
Charles H. Corlett var født i Burchard i Nebraska, men boede det meste af sit tidlige liv i Monte Vista i Colorado, hvor hans far var landmand og jurist. Han tog eksamen fra high school i Monte Vista og arbejdede på kvæggårde til 1909, hvor han var 19, og hvor han blev udpeget til West Point. Som kadet betød hans viden om heste, at han fik tilnavnet "Cowboy Pete". Han tog eksamen 12. juni 1913 og blev udnævnt til sekondløjtnant i den stående hær og blev udstationeret i Alaska, Texas og New Jersey ved signalkorpset.
I april 1916 rykkede han sammen med 30. infanteriregiment til Eagle Pass, Texas, hvor der forventedes kamp i forbindelse med det Mexicanske grænsefelttog, hvilken dog ikke blev til noget. Han blev derefter tilknyttet Radio kompagni A, en heste- og muldyrenhed, hvor han anvendte en af de første radioer i den amerikanske hær. Hans brigade blev omdøbt til "Signal Corps", og han var vidne til den tidlige udvikling af militærflyvning, som var en del af Signal Corps.
Da USA trådte ind i 1. Verdenskrig i 1917 arbejdede Corlett med den tidlige organisering og udvidelse af signalkorpset og var dets første kommanderende chef. Som leder af signalkorpsets forsyningstjeneste i American Expeditionary Force i Frankrig blev han såret af sennepsgas, mens han udlagde kommunikationsforbindelser ved fronten. Han krydsede Rhinen med de første amerikanske styrker ved Koblenz. Han blev forfremmet til oberstløjtnant i 1918 som 29-årig.
I 1920'erne og 1930'erne havde Corlett kommandoen over forskellige enheder. Han tog eksamen fra Command and General Staff School i Fort Leavenworth i Kansas, i 1924 og Army War College i Washington, D.C. i 1925. Han var instruktør på Coast Artillery School og på Command and General Staff School. Han var medlem af krigsministeriets generalstab fra 1934 til 1939. Han ledede regimenter i Hawaii, Californien, Washington og Alaska fra 1939 til 1941.

## 2. Verdenskrig

### Det nordlige Stillehav
Corlett blev forfremmet til generalmajor den 6. september 1942 og fik kommandoen over Kiska Task Force, som bestod af 7. division foruden amfibiestyrker, kampgrupper, special forces, faldskærmstropper, vinterstyrker og 13. canadiske brigade – i alt 35.000 mand. Opgaven bestod i at angribe og tilbageerobre Kiska fra japanerne. Det og Attu var de eneste amerikanske område, som japanerne besatte under 2. verdenskrig. Besættelsen af disse to øer, som lå i den vestligste del af Aleuterne, udgjorde en trussel mod Canada og det amerikanske fastland. Kiska var en japansk base for vandflyvere og ubåde med en veludbygget infrastruktur og en styrke på ca. 10.000 mand.
Inden angrebet på Kiska, som skulle foregå i august 1943, blev Attu erobret efter adskillige ugers kamp i ekstremt vanskeligt vejr. De amerikanske tropper på Attu var dårligt forberedt på det kolde, stormende vejr i Aleuterne, men de blev bedre forberedt til felttoget på Kiska med varmere tøj og 15-45 dages akklimatisering og manøvrer i Aleuterne. Fra januar blokerede den amerikanske flåde øen og bombarderede den næsten hver dag. Luftfotografier af området viste fjendtlige køretøjer så sent som 13. august.
De amerikanske amfibieangreb på Kiska begyndte om natten den 15. august. Soldaterne forventede at blive beskudt af fjenden, men mødte kun stilhed, da de stormede i land i tæt tåge. Den 16. august blev den anden halvdel af den stærke invasionsstyrke landsat på det nordlige Kiska, igen til en forladt ø. Japanerne havde trukket sig tilbage i ly af natten, tågen og stormen. Ved middagstiden den 17. august indrømmede general Corlett, at fjenden var forsvundet og havde efterladt store mængder forsyninger. De amerikanske styrker mistede 25 døde og over 100 sårede fra (friendly fire) egenbeskydning. Denne kamp mod spøgelser afsluttede den japanske besættelse af amerikansk jord og deres eneste felttog på den vestlige halvkugle.

### Sydlige Stillehav
General Corlett blev derefter overført til Fort Ord i Californien, for at organisere, træne og udstyre 9. amfibiekorps, herunder 7. infanteri division og andre særlige enheder, som senere udmærkede sig i mange slag i den sydlige del af Stillehavet. Han fik ordre til at tage kommandoen over 7. infanteridivision og kontakte admiral Chester Nimitz ved Pearl Harbor, hvor Nimitz meddelte ham, at han skulle lede hærstyrkerne, som skulle erobre Kwajalein øen i den sydlige del af Kwajalein atollen, en stor japansk flåde og luftbase på Salomonøerne, 3.800 km sydvest for Honolulu. Kwajalein, som er verdens største atol, blev forsvaret af 5.000 mand, som havde ordre til ikke at overgive sig.
Efter omfattende amfibietræning på Maui i fem måneder og mange dages luftbombardement af øen angreb 7. division i Operation Flintlock den 31. januar – 7. februar 1944 i et felttog, som medførte erobring af 27 småøer, hvoraf 12 blev forsvaret til døden af fjenden.
Nogle militærobservatører har kaldt Kwajalein for den mest perfekte af alle amerikanske amfibieoperationer på grund af den fejlfrie gennemførelse af en velgennemtænkt plan. Tabstallene understøtter denne vurdering og tilskrives omhyggelig planlægning og forberedelse fra 7. divisions side: 177 amerikanske soldater blev dræbt, 4.398 japanerne blev dræbt, og 174 fjendtlige soldater taget til fange.

### Europa
I april 1944 blev Corlett beordret til det europæiske operationsområde. I London rapporterede han til general Dwight D. Eisenhower og fik at vide, at han skulle være chef for 19. korps i 1. armé under general Omar Bradley. Korpset, som først bestod af 2. og 3. pansrede division samt 29. og 30. infanteridivision skulle kæmpe sig vej gennem Frankrig, Belgien, Holland og Tyskland. Han begyndte straks at træne korpset i Warminster i England til det forventede amfibieangreb på Normandiet.
Den 10. juni, fire dage efter D-dag, blev 19. korps landsat på Omaha Beach ved Colleville-sur-Mer. I de næste fire måneder erobrede de Saint-Lô efter vanskelige kampe i bocage-terræn, og var i spidsen for operation Cobra, som brød igennem til Mortain og Falaise-lommen, hvor de ødelagde 100 tyske kampvogne og tog tre tyske divisioner til fange. Mens korpset håndterede tusinder af fanger, besatte det byerne Évreux og Elbeuf og tog Tessy-sur-Vire den 1. august. De erobrede Percy den 5. august. Efter at have stoppet den sidste tyske offensiv i Normandiet og kæmpet mod næsten 100.000 mand i Falaise-lommen, krydsede de Seinen den 28. august.
Korpset fik ordre til at rykke mod nordvest så hurtigt som muligt. 19. korps stod overfor hovedparten af den tyske hær, som hurtigst muligt trak sig tilbage for forhindre yderligere omringning, men i stand til at gennemføre modangreb og kraftigt forsvar.
Mens 19. korps byggede broer og nedskød 42 tyske fly nåede det Belgien på to dage og krydsede Somme den 2. september. Det var de første allierede tropper som gik ind i Belgien og Holland. Det erobrede Tournai den 2. september fulgt af Fort Eben-Emael, Maastricht og Sittard. Den 14. september krydsede korpset Meuse-floden og trængte ind i Tyskland, hvor det etablerede et brohoved på den anden side af Albert-kanalen. Korpset kæmpede for at lukke en flugtvej, kendt som Aachen hullet, da Corlett på grund af sygdom blev afløst den 15. oktober 1944 og derefter overført til en post ved 12. armégruppe i Frankrig. Fra D-dag til 15. oktober tog 19. korps 29.867 fanger, nedskød 55 fjendtlige fly, byggede 160 broer og krydsede Vire, Seinen, Somme, Meuse og Maas floderne. I samme periode blev korpset tildelt 26 Distinguished Service Cros, 737 Silver Star og 3.390 Bronze Star udmærkelser.
I november 1944 meldte Corlett sig til admiral Nimitz i Honolulu og overtog ledelsen af 36. korps ved planlægningen af det nordlige angreb på det japanske hovedland fra Kurilerne. I forbindelse med denne opgave skrev han et træningskursus i amfibieoperationer for divisioner overført fra Europa, da krigen mod Kapan sluttede.

## Efter 2. Verdenskrig
Efter 2. Verdenskrig blev Corlette udpeget af den amerikanske landbrugsminister til at organisere og starte kommissionen for udryddelse af mund- og klovsyge i Mexico. Det betød flytning Mexico City til midten af 1947. Han vendte tilbage til sin fåre- og kvæggård i New Mexico, hvor guvernøren udpegede ham som formand for New Mexico State Bureau of Revenue og senere til State Investment Council. Han var også i bestyrelsen for School of American Research. Han døde i Espanola i New Mexico, den 13. oktober 1971 i en alder af 82.

## Opsummering

### Poster
- Kompagni B, 30. infanteri, Fort St. Michael, Alaska
- Kompagni A og Kompagni I, Plattsburg Business Men’s Training Camp
- Radio kompagni A, 30. infanteri, Eagle Pass, Texas
- Signal Corps, Fort Monmouth, New Jersey
- Signal Corps forsyninger, American Expeditionary Force, Frankrig
- 48. infanteri, Fort Harvey J. Jones, Arizona
- 3. bataljon af 9. infanteri, San Antonio, Texas
- Civilian Conservation Corps, Eugene, Oregon
- 30. infanteri, Presidio, San Francisco, California
- Specialstyrker, Fort Shafter og Schofield Barracks, Hawaii
- 9. Korps, Fort Lewis, Washington
- 4. Korps, Fort Ord, California
- 7. division, Fort Greely, Alaska
- 9. amfibiekorps, Marshalløerne, Sydlige Stillehav
- 19. Korps, Frankrig, Belgien, Holland, Tyskland
- 36. Korps, Stillehavet

### Krige og slag
- Mexicanske grænsefelttog
- 1. Verdenskrig
- 2. Verdenskrig

### Udmærkelser
- Distinguished Service Medal (Army, 3 gange)
- Distinguished Service Medal (Navy)
- Silver Star (Kwajalein)
- Legion of Merit (Kiska)
- Mexican Border Campaign Medal
- World War I Victory Medal
- American Defense Service Medal
- American Theater Service Medal
- Pacific Theater Service Medal med to slagstjerner
- European Theater Service Medal med tre slagstjerner
- World War II Victory Medal
- Æreslegionen (Frankrig)
- Croix de Guerre med palmer (Frankrig)
- Leopoldordene med palmer (Belgien)
- Krigskorset med palmer (Belgien)
- Orange-storordenen (Holland)
- Estralia De Abdon Caldron Ecudar (Ecuador)